# Miraklet (film, 1913)
Miraklet är en svensk stumfilm från 1913 i regi av Victor Sjöström.

## Handling
Handlingen utspelar sig på en badort. Där finns artisten Armand, änkefrun Gaspard och hennes dotter Estelle samt den förklädde abbé Prevost, som försöker få Armand att gå i kloster. Armand och Estelle är mycket förälskade i varandra, men förveckling uppstår när det visar sig att även Prevost hyser starka känslor för Estelle.
Armands far är döende och Armand reser för att träffa honom. Han hinner dock inte fram och blir förkrossad. Han tänker dock inte följa fadern vilja att helga sitt liv åt kyrkan, kärleken till Estelle är för stark. Abbén försöker med hjälp av fru Gaspards huskaplan övertyga fru Gaspard om det riktiga i att Armand och Estelle skiljs åt. Fru Gaspard övertalar Estelle att resa bort med henne och lämna Armand. Estelle sörjer sig förtvivlad och Armand accepterar sitt kall att gå i kloster. Väl där börjar han måla en madonnabild som sedan antar Estelles anletsdrag.
En tid senare läser Estelle om en tavelutställning där en madonnatavla av en nordisk munk har utmärkt sig och tilldragit uppmärksamhet. Hon reser dit tillsammans med modern och huskaplanen och känner igen sig. Sedan tidigare sjuk förvärras nu hennes sjukdom och hon reser till Lourdes. När hon begjuts med det heliga vattnet känner hon igen Armand bland en av noviserna, varpå hon tillfrisknar. Fru Gaspards betjänt avslöjar abbén som en svekfull människa och Estelle förklär sig till munk, för att på så sätt komma in i klostret och undersöka saken. Då hon biktar sig för abbén faller peruken av och hon blir avslöjad. Abbén kastar sig kärlekstörstande över henne, varpå hon skriker högt. Skriken hörs av priorn och klosterbröderna, bland dem Armand, som skyndar till platsen. Armand kastar sig över abbén och tumult uppstår. Efteråt kastas Estelle ut och abbén och Armand sätt i cell i väntan på att ställas inför rätta vid den andliga domstolen. Abbéns svekfulla gärningar avslöjas och han kastas ur kyrkan. Biskopen ger Estelle och Armand sin välsignelse.

## Om filmen
Miraklet spelades in i augusti 1913, direkt efter en av Sjöströms andra filmer, Ingeborg Holm. Filmen spelades in vid Svenska Biografteaterns ateljé på Lidingö med exteriörer från Visby. Som förlaga hade man romanen Lourdes av Émile Zola från 1894. Romanen omarbetades till filmmanus av Martin Jørgensen och Sven Elvestad. Regimanuset finns bevarat och i detta syns Sjöströms noggranna och utförliga scenanvisningar och därtill ett flertal omskrivningar i form av tilläggsblad. Filmen fotades av Henrik Jaenzon.
Filmen premiärvisades 1 december 1913 på Cirkus i Göteborg. Den 23 februari 1914 hade den Stockholmspremiär på biograf Röda Kvarn, där den ackompanjerades av musik arrangerad av Hermann Gramss, framförd av Röda Kvarns orkester och med Gramss som orkesterledare. Förutom till de nordiska länderna såldes filmen till England, Italien, Ungern och Österrike där den dock blev förbjuden att visas. Den engelska titeln är Within the Gates och den tyska Das Wunderwerk.
Filmen finns ej bevarad.

## Roller
- Jenny Tschernichin-Larsson – änkefru Gaspard
- Clara Pontoppidan – Estelle, hennes dotter
- Carlo Wieth – Armand, artist
- John Ekman – Abbé Prévost
- Justus Hagman – Jean, kammartjänare
- Axel Wesslau – Jatho, huskaplan
- Carl Borin – ej identifierad roll
- Alfred Lundberg – ej identifierad roll